# Paolo Locatelli
Paolo Locatelli (Romano di Lombardia, 4 november 1989) is een Italiaans voormalig wielrenner.

## Carrière
Als junior won Locatelli in 2007 de Trofeo Emilio Paganessi. Daarnaast werd hij, samen met Giacomo Nizzolo, Elia Viviani en Luca Pirini, derde op het onderdeel ploegenachtervolging tijdens de wereldkampioenschappen baanwielrennen voor junioren in in Aguascalientes.
In 2010 won Locatelli een etappe in de Girobio. Een jaar later werd hij prof bij Colnago-CSF Inox. Namens die ploeg nam hij dat jaar deel aan onder andere de Ronde van Langkawi en de Ronde van Turkije. Een jaar later nam hij deel aan Milaan-San Remo, maar reed deze niet uit. Na het seizoen 2013, waarin hij voor een amateurclub uitkwam, zette Locatelli een punt achter zijn carrière.

## Overwinningen
2007
Trofeo Emilio Paganessi
2010
6e etappe Girobio

## Resultaten in voornaamste wedstrijden
| Jaar | Milaan-San Remo |
| ---- | --------------- |
| 2012 | opgave          |

## Ploegen
- 2011 –  Colnago-CSF Inox
- 2012 –  Colnago-CSF Inox